# مندووو
مندووو (به بلغاری: Mendovo) یک منطقهٔ مسکونی در بلغارستان است که در شهرستان پتریچ واقع شده‌است.